# Vicente Guerrero kommun, Puebla
Vicente Guerrero är en kommun i Mexiko.   Den ligger i delstaten Puebla, i den sydöstra delen av landet, 230 km öster om huvudstaden Mexico City. Antalet invånare är 24 217. Arean är 235 kvadratkilometer.
Terrängen i Vicente Guerrero är kuperad åt nordost, men åt sydväst är den bergig.
Följande samhällen finns i Vicente Guerrero:
- Telpatlán
- Rancho Nuevo
- Cuatro Caminos
- Tulimanca
- Caporalco Buenos Aires
- Ojo de Agua
- Coxcatepachapa
- San José Cuamanco
- Loma Manzana
- San José los Pinos
- Campo Chico
- Capultitla
- Ciénega Grande de Fátima
- Tecolotla
- Llano Grande Uno
- Tepetate
- Las Praderas
- Cuajca
- Axuxumica
- Xopanapa
- Texala
- Zacatianquixco
- San Pedro Ahuatlampa